# Millionaire Hot Seat
Millionaire Hot Seat là một chương trình trò chơi truyền hình Úc, là một phiên bản khác của Who Wants to Be a Millionaire? Chương trình phát sóng trên Nine Network từ ngày 20 tháng 4 năm 2009 đến ngày 29 tháng 11 năm 2023. Cũng giống như phiên bản gốc của chương trình, Eddie McGuire là người dẫn chương trình.
Đây là một trong hai phiên bản của Millionaire có mặt tại Việt Nam. Tại đây, phiên bản này có tên gọi "Ai là triệu phú - Ghế nóng", tồn tại từ 2010 đến 2011 nhằm thay thế phiên bản gốc. Tuy nhiên, sau khi xem xét ý kiến của khán giả, phiên bản gốc đã trở lại từ ngày 5 tháng 7 năm 2011.

## Luật chơi
Trong mỗi chương trình, cả 6 người chơi tham gia đều có cơ hội được trở thành người chơi chính ngồi trên ghế nóng cùng với người dẫn chương trình.

### Vòng ghế nóng (toàn tập 2009 - 2016, vòng 2 2017 - 2023)
Có 15 câu hỏi với độ khó ngẫu nhiên. Người chơi phải trả lời các câu hỏi một cách chính xác để có cơ hội giành lấy giá trị giải thưởng cao nhất. Khi gặp phải một câu hỏi khó, họ có một lần duy nhất được quyền "chuyển" cho người chơi tiếp theo trả lời câu hỏi này. Người này sẽ không thể chuyển cho người chơi tiếp theo cho đến khi trả lời đúng câu hỏi. Trả lời sai một câu hỏi bất kỳ, người chơi sẽ bị loại và ra về tay trắng, đồng thời mức tiền thưởng cao nhất sẽ bị hạ xuống một cấp.
Trong mỗi câu hỏi, người chơi bị giới hạn thời gian suy nghĩ và trả lời (15 giây cho 5 mức tiền thưởng đầu tiên, 30 giây cho 5 mức tiền thưởng tiếp theo, 45 giây cho 5 mức tiền thưởng cuối cùng). Thời gian được tính sau khi MC đọc xong đáp án thứ 4 (Khác so với phiên bản năm 2008-10 của Hoa Kỳ là sau khi MC đọc xong nội dung câu hỏi thì đồng hồ bắt đầu chạy).
Người chơi trả lời câu hỏi cuối cùng sẽ nhận được tiền thưởng tại mức tiền hiện tại nếu trả lời đúng, hoặc $ 1,000 nếu trả lời sai nếu mức tiền hiện tại lớn hơn $ 1,000 (nếu điều kiện này không được đáp ứng, việc trả lời sai câu hỏi cuối cùng cũng khiến người chơi ra về tay trắng).

### Vòng 1 (2017 - 2023): Bấm bàn phím nhanh
Bắt đầu từ ngày 23 tháng 1 năm 2017, Millionaire Hot Seat có sự thay đổi về luật chơi. Trong định dạng này, chương trình kết hợp giữa phiên bản truyền thống và Ghế nóng và được chia thành hai vòng thi: Bấm bàn phím nhanh và Ghế nóng.
Trong vòng Bấm bàn phím nhanh, 6 người chơi sẽ tham gia trả lời nhanh 15 câu hỏi, trong đó một số câu hỏi có kèm theo hình ảnh, âm thanh hoặc video có liên quan. Mỗi câu hỏi có 4 đáp án A, B, C, D và người chơi phải chọn ra đáp án đúng trong 10 giây. Sau 15 câu hỏi, người nào trả lời đúng nhiều đáp án nhất với tổng thời gian trả lời ngắn nhất sẽ nhận được tấm séc $ 1,000 (họ có thể giữ séc làm giải thưởng cuối cùng hoặc quy đổi thành trợ giúp). Sau phần Bấm bàn phím nhanh sẽ đến vòng Ghế nóng, bắt đầu với người chơi ở vị trí đầu tiên (vị trí này được xác định trước khi chương trình diễn ra, không liên quan đến Bấm bàn phím nhanh).

#### Các quyền trợ giúp và đồng hồ
Người chơi có tờ séc $ 1,000 ở vòng Bấm bàn phím nhanh có thể quy đổi tấm séc này thành một trong các quyền trợ giúp sau khi đến lượt của họ ở vòng Ghế nóng:
- 50:50: Máy tính sẽ loại bỏ ngẫu nhiên hai phương án sai.
- Hỏi ý kiến người thân (2017-5/10/2020): Người đồng hành trong trường quay (nếu có mặt trong hàng ghế khán giả) sẽ thảo luận với người chơi ở Ghế nóng về câu trả lời đúng.
- Đổi câu hỏi: Máy tính sẽ công bố đáp án của câu hỏi hiện tại và thay thế bằng câu hỏi mới.
- Hỏi người dẫn chương trình (12/10/2020-29/11/2023): Dẫn chương trình dựa vào kiến thức sẵn có (và không được tiếp cận với bất kì nguồn thông tin bên ngoài nào trong suốt thời gian ghi hình) đưa ra suy nghĩ về câu trả lời. Do ảnh hưởng của đại dịch COVID-19, sự trợ giúp này xuất hiện để thay thế Hỏi ý kiến người thân.

Sau khi sử dụng một quyền trợ giúp, đồng hồ tính giờ sẽ bắt đầu lại từ đầu (khác với phiên bản 2008 - 2010 của Hoa Kỳ là chạy tiếp số thời gian còn lại).

## Thang tiền thưởng
| Số câu trả lời đúng | Giá trị tiền thưởng |
| ------------------- | ------------------- |
| 15                  | $ 1,000,000         |
| 14                  | $ 250,000           |
| 13                  | $ 100,000           |
| 12                  | $ 50,000            |
| 11                  | $ 20,000            |
| 10                  | $ 10,000            |
| 9                   | $ 6,000             |
| 8                   | $ 4,000             |
| 7                   | $ 2,500             |
| 6                   | $ 1,500             |
| 5                   | $ 1,000             |
| 4                   | $ 500               |
| 3                   | $ 300               |
| 2                   | $ 200               |
| 1                   | $ 100               |

## Những người chơi đạt giải thưởng $ 1,000,000
- Edwin Daly (29/08/2016, khi đó 67 tuổi)[2]

- Antony McManus (25/11/2021, khi đó 57 tuổi)

## Tranh cãi
Trong tập phát sóng ngày 02/07/2009, Kerrie đã đưa ra câu trả lời cho câu hỏi cuối cùng, nhưng dẫn chương trình McGuire nói với người chơi rằng cô ấy đã không kịp chốt đáp án và nhờ tới các nhà sản xuất để kiểm tra lại (nếu điều này đúng, do cô ấy còn quyền "Chuyển" nên nó sẽ được tự động kích hoạt). Trong khi quyết định đã được đưa ra, người chơi nhấn mạnh rằng cô ấy còn hai giây trên đồng hồ tính giờ. Cuối cùng, người chơi ra về với $ 1,000.

## Phiên bản nước ngoài
| Quốc gia/vùng                        | Tên phiên bản                                                                | Dẫn chương trình                    | Phát sóng trên | Giải thưởng cao nhất | Thời gian phát sóng  |
| ------------------------------------ | ---------------------------------------------------------------------------- | ----------------------------------- | -------------- | -------------------- | -------------------- |
| Các Tiểu vương quốc Ả Rập thống nhất | المليونير - الحلقة الأقوى El milyoner - Elhalka elaqwa                       | Maysa Maghrebi                      | Dubai TV       | Dhs. 1,000,000       | 17/4/2013            |
| Bỉ                                   | Wie wordt Miljonair?                                                         | Staf Coppens                        | VTM            | € 1,000,000          | 7/8/2017             |
| Chile                                | ¿Quién quiere ser millonario?: Alta tensión                                  | Diana Bolocco Sergio Lagos          | Canal 13       | CL$ 120,000,000      | 6/1/2011             |
| Colombia                             | ¿Quién quiere ser millonario? Silla Caliente Only with celebrity contestants | Paulo Laserna Phillips              | RCN            | CO$ 300,000,000      | 3 tập vào năm 2013   |
| Đan Mạch                             | Hvem vil være millionær Alle mod alle                                        | Hans Pilgaard                       | TV2            | 1,000,000 Kr         | 2 tập vào năm 2009   |
| Ecuador                              | ¿Quién quiere ser millonario? Alta tensión                                   | Estéfani Espín                      | Ecuavisa       | US$ 100,000          | 1/7/2012             |
| Hy Lạp                               | Millionaire Hot Seat                                                         | Yannis Zouganelis                   | Skai TV        | € 100,000            | 29/10/2014           |
| Hungary                              | Legyen Ön is milliomos! - felpörgetve                                        | Sándor Fábry                        | RTL Klub       | 40,000,000 Ft        | 3/2010               |
| Ấn Độ (tiếng Hindi)                  | Kaun Banega Crorepati Hot Seat                                               | Amitabh Bachchan                    | Sony TV        | ₹ 10,000,000         | 2/2010               |
| Italy                                | Chi vuol essere milionario? – Edizione Straordinaria                         | Gerry Scotti                        | Canale 5       | € 1,000,000          | 15/12/2008           |
| Indonesia                            | Who Wants To Be a Millionaire? Hot Seat                                      | Ferdi Hasan                         | RCTI           | Rp. 500,000,000      | 13/9/2010            |
| Na Uy                                | Vil du bli millionær? Hot Seat                                               | Sarah Natasha Melbye                | TV2            | 1,000,000 Kr         | 2009 - 2010          |
| Bồ Đào Nha                           | Quem quer ser milionário? Alta Pressão                                       | José Carlos Malato Filomena Cautela | RTP1           | € 100,000 € 50,000   | 5/7/2010 3/2020      |
| Tây Ban Nha                          | ¿Quién quiere ser el millonario?                                             | Nuria Roca                          | laSexta        | € 100,000            | 15/2/2012            |
| Ukraine                              | Мільйонер - Гаряче крісло Milyoner - Garyache Krislo                         | Volodymyr Zelensky                  | Inter          | 1,000,000 ₴          | 15/2/2011            |
| Việt Nam                             | Ai Là Triệu Phú - Ghế nóng                                                   | Lại Văn Sâm                         | VTV3           | 120.000.000 ₫        | 7/9/2010 - 28/6/2011 |
| Thụy Điển                            | Postkod Mijonären-Heta Stolen                                                | Rickard Sjöberg                     | TV4            | 1.000.000 Kro        | 2019                 |

## Khép lại sứ mệnh
Sau 14 năm phát sóng, chương trình đã lên sóng tập thứ 2627, cũng là tập cuối cùng vào 29/11/2023. Thay vào đó theo dự kiến, vào tháng 1 năm 2024, một chương trình mới mang tên Tipping Point sẽ chính thức lên sóng.